# Ferdinand Rohde (Fußballspieler)
Ferdinand Rohde (* 7. November 1957 in Dringenberg) ist ein ehemaliger deutscher Fußballspieler.

## Laufbahn
Als 19-Jähriger kam Ferdinand Rohde 1976 zum 1. FC Köln. Nach insgesamt vier Einsätzen in der Saison 1976/77 verließ er die Kölner wieder und ging zu Rot-Weiß Lüdenscheid in die 2. Bundesliga. Obwohl er dort zu 24 Einsätzen (3 Tore) kam, verließ er auch diesen Verein bereits nach einem Jahr. Er wechselte nach Belgien zu R.A.A. La Louvière und zwei Jahre später in die Niederlande zum FC Twente Enschede. Für den FC Twente absolvierte er in den folgenden drei Spielzeiten 74 Spiele in der Eredivisie und erzielte dabei 24 Tore. 1983 kehrte er nach Deutschland zurück und ging zum VfB Oldenburg in die drittklassige Oberliga Nord. In der Saison 1985/86 erreichte man als Vizemeister die Aufstiegsrunde zur 2. Bundesliga. 1987 wechselte Rohde zum VfL Herzlake.

## Vereine
- 1. FC Paderborn
- 1976–1977 1. FC Köln
- 1977–1978 Rot-Weiß Lüdenscheid
- 1978–1980 R.A.A. La Louvière
- 1980–1983 FC Twente Enschede
- 1983–1987 VfB Oldenburg
- 1987–1988 VfL Herzlake

## Statistik
- Bundesliga
4 Spiele 1. FC Köln

- 2. Bundesliga
23 Spiele; 3 Tore Rot-Weiß Lüdenscheid

- DFB-Pokal
1 Spiel 1. FC Köln

## Erfolge
- 1977 DFB-Pokal-Sieger